# Copa do Lesoto de Futebol
A Copa de Lesotho é uma competição entre clubes de futebol que se disputa desde 1963 em jogos de ida e volta em sistema eliminatório em Lesoto. Ela é organizada pela Associação de Futebol do Lesoto.

## Lista dos Campeões
| Temporada | Campeão                       | Resultado      | Vice-Campeão                  |
| --------- | ----------------------------- | -------------- | ----------------------------- |
| 1963      | Bantu FC                      |                |                               |
| 1976      | Matlama FC                    |                |                               |
| 1978      | Maseru United                 |                |                               |
| 1979      | Matlama FC                    |                |                               |
| 1980      | Matlama FC                    |                |                               |
| 1981      | Maseru Rovers                 |                |                               |
| 1982      | Maseru Rovers                 |                |                               |
| 1983      | Linare FC                     |                |                               |
| 1984      | Lioli FC                      |                |                               |
| 1985      | Lesotho Paramilitary Forces   |                |                               |
| 1986      | Lesotho Defence Force         |                |                               |
| 1987      | Matlama FC                    |                |                               |
| 1988      | Lesotho Defence Force         |                |                               |
| 1989      | Arsenal Maseru                |                |                               |
| 1990      | Lesotho Defence Force         |                |                               |
| 1991      | Arsenal Maseru                |                |                               |
| 1992      | Matlama FC                    |                |                               |
| 1993      | Bantu FC                      |                |                               |
| 1994      | Matlama FC                    |                |                               |
| 1995      | Maseru Rovers                 |                |                               |
| 1996      | Lerotholi Polytechnic         |                |                               |
| 1997      | Bantu FC                      |                |                               |
| 1998      | Arsenal Maseru                |                |                               |
| 1999      | Linare FC                     |                |                               |
| 2000      | Lesotho Defence Force         |                |                               |
| 2001-04   | no disputada                  | no disputada   | no disputada                  |
| 2005      | Lesotho Correctional Services |                |                               |
| 2006      | Likhopo FC                    | awd            | Lioli FC                      |
| 2007      | Lioli FC                      | 3-1            | Lesotho Defence Force         |
| 2008      | LMPS FC                       | 0-0 (3-1 pen.) | Lioli FC                      |
| 2009      | LMPS FC                       |                |                               |
| 2010      | Lioli FC                      |                |                               |
| 2011      | Bantu FC                      | 3-1            | Lesotho Correctional Services |
| 2012      | Bantu FC                      | 2-2 (4-3 pen)  | Lesotho Correctional Services |
| 2013      | Bantu FC                      | 1-1 (4-3 pen)  | Lioli FC                      |

## Títulos por clube
| Clube                          | Cidade       | Títulos | Ano(s) do título(s)                |
| ------------------------------ | ------------ | ------- | ---------------------------------- |
| Matlama FC                     | Maseru       | 6       | 1976, 1979, 1980, 1987, 1992, 1994 |
| Bantu FC                       | Mafeteng     | 6       | 1963, 1993, 1997, 2011, 2012, 2013 |
| Lesotho Defence Force (LDF)    | Maseru       | 4       | 1986, 1988, 1990, 2000             |
| Maseru Rovers (United)         | Maseru       | 4       | 1978, 1981, 1982, 1995             |
| Arsenal                        | Maseru       | 3       | 1989, 1991, 1998                   |
| Lioli FC                       | Teyateyaneng | 3       | 1984, 2007, 2010                   |
| Linare FC                      | Leribe       | 2       | 1983, 1999                         |
| Lesotho Mounted Police Service | Maseru       | 2       | 2008, 2009                         |
| Lesotho Paramilitary Forces    | Maseru       | 1       | 1985                               |
| Lerotholi Polytechnic          | Maseru       | 1       | 1996                               |
| Lesotho Correctional Services  | Maseru       | 1       | 2005                               |
| Likhopo FC                     | Maseru       | 1       | 2006                               |